# Ekspedycja 68
Ekspedycja 68 – długa misja na Międzynarodową Stację Kosmiczną, która rozpoczęła się 29 września 2022, wraz z oddokowaniem statku kosmicznego SpaceX Crew-5. Pierwszym dowódcą misji została Samantha Cristoforetti, obecnym jest Siergiej Prokopjew. Początkowo, oprócz dowódcy, w misji uczestniczyć będzie 5 Amerykanów z NASA, 3 Rosjan z Roskosmosu, 1 Włoszka z ESA, 1 Japonka z JAXA.
Podczas Ekspedycji 68 Międzynarodowa Stacja Kosmiczna zostanie odwiedzona przez lot naukowo-turystyczny: Axiom Mission 2.

## Załogi

### SpaceX Crew-4
Załoga Crew-4 była na miejscu w ramach poprzedniej misji Ekspedycja 67, od kwietnia 2022. Załoga Sojuza MS-22 przyleciała na stację w połowie września. Od początku misji rolę dowódcy objęła Samantha Cristoforetti.

### Sojuz MS-22
Załoga Sojuza składa się zː Siergieja Prokopjewa, Dmitrija Pietielina i Francisco Rubio. Załoga Sojuza rozpoczęła swój lot 21 września 2022 roku o godzinie 13ː54. O 17ː06 tego samego dnia zadokowali do Międzynarodowej Stacji Kosmicznej.

### SpaceX Crew-5
SpaceX Crew-5 przybyła na stację 5 października, aby zmienić załogę Crew-4. Anna Kikina może poprawić rekord pobytu w przestrzeni kosmicznej przez Rosjankę.

### Kalendarz misji
| Lot                               | Astronauta/Kosmonauta                              | Pierwsza część (29 września – 6 października 2022) | Druga część (6 października – 14 października 2022) | Trzecia część (14 października 2022 – 3 marca 2023) | Czwarta część (3 – 11 marca 2023) | Piąta część (11 – 28 marca 2023) | Szósta część (28 marca 2023) |
| --------------------------------- | -------------------------------------------------- | -------------------------------------------------- | --------------------------------------------------- | --------------------------------------------------- | --------------------------------- | -------------------------------- | ---------------------------- |
| SpaceX Crew-4                     | Kjell N. Lindgren, NASA Drugi lot w kosmos         | Inżynier pokładowy                                 | Inżynier pokładowy                                  | Poza stacją                                         | Poza stacją                       | Poza stacją                      | Poza stacją                  |
| SpaceX Crew-4                     | Bob Hines, NASA Pierwszy lot w kosmos              | Inżynier pokładowy                                 | Inżynier pokładowy                                  | Poza stacją                                         | Poza stacją                       | Poza stacją                      | Poza stacją                  |
| SpaceX Crew-4                     | Samantha Cristoforetti, ESA Drugi lot w kosmos     | Dowódca                                            | Dowódca                                             | Poza stacją                                         | Poza stacją                       | Poza stacją                      | Poza stacją                  |
| SpaceX Crew-4                     | Jessica Watkins, NASA Pierwszy lot w kosmos        | Inżynier pokładowy                                 | Inżynier pokładowy                                  | Poza stacją                                         | Poza stacją                       | Poza stacją                      | Poza stacją                  |
| Sojuz MS-22, powrót w Sojuz MS-23 | Siergiej Prokopjew, Roskosmos Drugi lot w kosmos   | Inżynier pokładowy                                 | Inżynier pokładowy                                  | Dowódca                                             | Dowódca                           | Dowódca                          | Dowódca                      |
| Sojuz MS-22, powrót w Sojuz MS-23 | Dmitrij Pietielin, Roskosmos Pierwszy lot w kosmos | Inżynier pokładowy                                 | Inżynier pokładowy                                  | Inżynier pokładowy                                  | Inżynier pokładowy                | Inżynier pokładowy               | Inżynier pokładowy           |
| Sojuz MS-22, powrót w Sojuz MS-23 | Francisco Rubio, NASA Pierwszy lot w kosmos        | Inżynier pokładowy                                 | Inżynier pokładowy                                  | Inżynier pokładowy                                  | Inżynier pokładowy                | Inżynier pokładowy               | Inżynier pokładowy           |
| SpaceX Crew-5                     | Kōichi Wakata, JAXA lot w kosmos                   | Poza stacją                                        | Inżynier pokładowy                                  | Inżynier pokładowy                                  | Inżynier pokładowy                | Poza stacją                      | Poza stacją                  |
| SpaceX Crew-5                     | Nicole Mann, NASA lot w kosmos                     | Poza stacją                                        | Inżynier pokładowy                                  | Inżynier pokładowy                                  | Inżynier pokładowy                | Poza stacją                      | Poza stacją                  |
| SpaceX Crew-5                     | Josh Cassada, NASA lot w kosmos                    | Poza stacją                                        | Inżynier pokładowy                                  | Inżynier pokładowy                                  | Inżynier pokładowy                | Poza stacją                      | Poza stacją                  |
| SpaceX Crew-5                     | Anna Kikina, Roskosmos lot w kosmos                | Poza stacją                                        | Inżynier pokładowy                                  | Inżynier pokładowy                                  | Inżynier pokładowy                | Poza stacją                      | Poza stacją                  |
| SpaceX Crew-6                     | Stephen Bowen, NASA lot w kosmos                   | Poza stacją                                        | Poza stacją                                         | Poza stacją                                         | Inżynier pokładowy                | Inżynier pokładowy               | Inżynier pokładowy           |
| SpaceX Crew-6                     | Warren Hoburg, NASA lot w kosmos                   | Poza stacją                                        | Poza stacją                                         | Poza stacją                                         | Inżynier pokładowy                | Inżynier pokładowy               | Inżynier pokładowy           |
| SpaceX Crew-6                     | Sułtan Al Neyadi, MBRSC lot w kosmos               | Poza stacją                                        | Poza stacją                                         | Poza stacją                                         | Inżynier pokładowy                | Inżynier pokładowy               | Inżynier pokładowy           |
| SpaceX Crew-6                     | Andriej Fiediajew, Roskosmos lot w kosmos          | Poza stacją                                        | Poza stacją                                         | Poza stacją                                         | Inżynier pokładowy                | Inżynier pokładowy               | Inżynier pokładowy           |

## Spacery kosmiczne
Podczas Ekspedycji 68 miało miejsce pięć spacerów kosmicznych trwających w sumie 35 g. 10 m.:
- 15 listopada 2022 – 254. spacer kosmiczny – Josh Cassada i Francisco Rubio – Siódme z rzędu wyjście w celu montażu modułu Nauka. Kosmonauci wykonali zadanie, które zostało przeniesione z poprzednich dwóch spacerów kosmicznych. Zainstalowali panel sterowania ERA w nowym punkcie bazowym, usunęli pierścienie startowe i osłony z ERA, przywrócili ramię do „trybu chwytaka”, przeprowadzili test na ERA i zainstalowali dwa adaptery ładunku na Nauka[11].